# Benessere
Il benessere (da ben – essere = "stare bene" o "esistere bene") è uno stato che coinvolge tutti gli aspetti dell'essere umano, e caratterizza la qualità della vita di ogni singola persona all’interno di una comunità di persone (società).
Il benessere consiste quindi nel miglior equilibrio possibile tra il piano biologico, il piano psichico ed il piano sociale dell'individuo; la condizione di benessere è di natura dinamica.

## Descrizione
Il concetto di benessere nel corso degli anni ha subito numerose modifiche e ampliamenti, che hanno condotto ad una visione del termine più ampia e completa, non più incentrata sull'idea di assenza di patologie, ma come uno stato complessivo di buona salute fisica, psichica e mentale.
Questa visione è punto cardine di molte discipline e correnti di pensiero filosofico, occidentali e orientali, con recenti conferme in campo medico-scientifico.
Comunemente il benessere viene percepito come una condizione armonica tra uomo e ambiente, risultato di un processo di adattamento a molteplici fattori che incidono sullo stile di vita.
Anche nel rapporto della Commissione Salute dell'Osservatorio europeo su sistemi e politiche per la salute (a cui partecipa il distaccamento europeo dell'OMS) è stata proposta definizione di benessere come "lo stato emotivo, mentale, fisico, sociale e spirituale di ben-essere che consente alle persone di raggiungere e mantenere il loro potenziale personale nella società". Come si legge nel Rapporto, tutti e cinque gli aspetti sono importanti, ma ancora più importante è che questi siano tra loro equilibrati per consentire agli individui di migliorare il loro benessere.
Il concetto di benessere è una nozione in costante evoluzione: seguendo la piramide di Maslow, col passare del tempo la realizzazione dei bisogni fondamentali e di alcuni desideri considerati un tempo difficilmente raggiungibili porta alla nascita di altri bisogni e desideri.

### Il benessere nella legislazione
Il primo impegno a porre in essere una strategia globale della salute per tutti, assunto dall'Organizzazione mondiale della sanità (OMS), risale al 1978 con la Dichiarazione di Alma Ata e prende forma con la "Carta di Ottawa" (Conferenza Internazionale per la Promozione della Salute del 1986): stabilisce la definizione del concetto di promozione della salute come risorsa della vita quotidiana che mira al benessere.
In tale documento viene chiarito che la promozione della salute deve portare a condizioni di vita e di lavoro sicure, stimolanti, soddisfacenti, alla protezione degli ambienti naturali e artificiali, alla conservazione delle risorse naturali; deve consentire una valutazione sistematica degli effetti dell'ambiente sul benessere delle persone e garantire strategie e azioni mirate ad indurre cambiamenti nel singolo e nella collettività.
La promozione della salute e del benessere passa quindi necessariamente attraverso mutamenti nell'organizzazione sociale e ambientale, e l'adozione di politiche pubbliche coordinate e tese a favorire e sviluppare beni e servizi più sani, ambienti igienici e non pericolosi, attraverso cambiamenti legislativi coerenti.
In fermento è la situazione legislativa in Italia (proposte di legge Lucchese e Pellegrino) dove la difficoltà di raggiungere un accordo a livello nazionale ha incentivato l'emanazione di varie leggi a livello regionale che mirano, tra l'altro a definire e regolamentare le cosiddette "discipline bio-naturali del benessere". Queste Leggi Regionali, relative a pratiche mediche alternative spesso prive di riscontri clinici e scientifici accertati, sono però attualmente oggetto di ricorso relativamente alla competenza delle regioni all'individuazione delle figure professionali ad esse collegate. 

### Benessere negli ambienti di vita
Con "Benessere negli ambienti di vita" si individuano le condizioni igienico-sanitarie e di sicurezza nei luoghi di vita (casa, lavoro, ambienti ricreativi ecc.) che assicurano la tutela della salute dei fruitori. Per la  realizzazione di un'ottimale condizione di salubrità ambientale è indispensabile valutare parametri riguardanti microclima, rumore, illuminazione, radiazioni e inquinamento indoor (chimico, fisico, biologico). I principali fattori di rischio in ambienti di vita sono riconducibili all'esposizione a fumo di tabacco ( monossido di carbonio, PM10, composti organici volatili), ossidi di azoto, radon, amianto, polveri e idrocarburi policiclici aromatici, alle esposizioni ai prodotti di combustione delle stufe, impianti di riscaldamento e a formaldeide e VOCs derivante da mobili  e prodotti per la casa.
L'origine di patologie quali malattie respiratorie, polmoniti, raffreddori e allergie sono imputabili (negli ambienti indoor) alla presenza di microrganismi patogeni (batteri, funghi e virus), allergeni, pollini e muffe associati a esalazioni umane, mobili, tappeti, animali e umidità nei muri. 
Sono riconosciute specifiche malattie legate alla permanenza in edifici e locali non salubri quali la SBS (sick building syndrome) e la BRI (building related illness).

### Benessere organizzativo nel lavoro
Per "Benessere organizzativo" si indicano tutte le misure volte a promuovere e tutelare il benessere fisico, sociale e psicologico di tutti i lavoratori.
Numerosi elementi concorrono al raggiungimento del benessere organizzativo, sia di natura individuale (progresso di carriera, autonomia, responsabilità, riconoscimenti, soddisfazione..), sia dal punto di vista dell'organizzazione globale (cooperazione, flessibilità, mobilità, sicurezza, fiducia..).
I cambiamenti organizzativi e il clima di competizione sono spesso cause scatenanti di conflitti di ruolo, cattiva gestione delle risorse umane e non, insoddisfazione e demotivazione personale. Fondamentale è l'impegno da parte non solo dei singoli lavoratori ma soprattutto dell'organizzazione aziendale di prevenire tali disagi e contrasti, agendo su più fronti, al fine di eliminare o almeno ridurre tali problemi. Dare una definizione precisa di benessere lavorativo non è così semplice.
Esso risulta essere combinazione di più elementi e figure, nel caso individuale, come la capacità di adattarsi e valorizzarsi all'interno di un ambiente lavorativo, secondo le proprie competenze e capacità, integrandole e condividendole con i colleghi, al fine di conseguire un comune obiettivo di crescita e produttività.
I fattori che contribuiscono a minare la condizione di benessere negli ambienti e luoghi di lavoro sono principalmente la mancanza di organizzazione e programmazione del lavoro, la fatica, i ritmi veloci, l'incertezza relativa al ruolo da svolgere, la mancanza di controllo del proprio lavoro, le richieste superiori alle proprie capacità, la cattiva strutturazione e vivibilità dei luoghi di lavoro.
Un lavoratore quotidianamente  si trova a gestire molteplici situazioni, prendere decisioni sotto pressione, conseguire risultati: tutte queste azioni possono originare stress, e ad esse vanno sommate ulteriori condizioni, quali relazioni e comunicazione interpersonale, fattori di igiene del lavoro.
La mancata realizzazione di una buona cooperazione tra singolo e organizzazione lavorativa può comportare numerosi problemi per entrambe le parti, di carattere economico (riduzione della produttività, conflitti interni, forti tensioni) e di carattere psicosomatico (derivanti da fenomeni quali sindrome da burnout, mobbing).

### Benessere alimentare

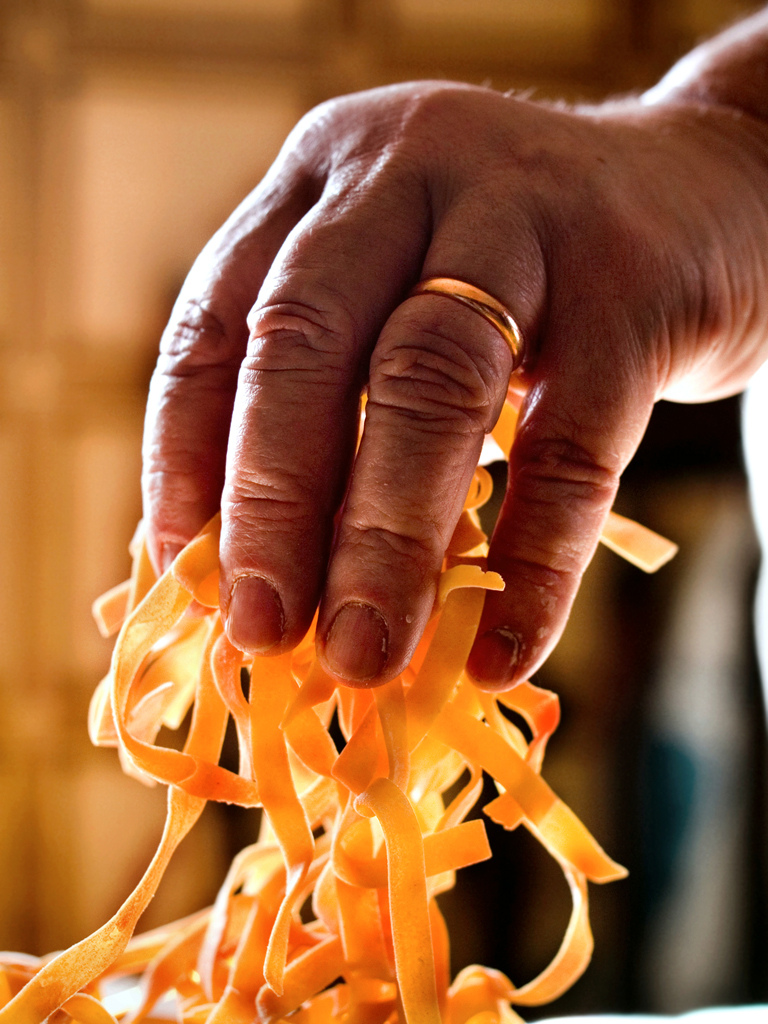
Tagliatelle fatte in casa

La sicurezza e qualità alimentare concorrono entrambe alla costituzione del concetto più generale di benessere. La rapida modernizzazione dei processi di produzione alimentare, nonché l'impiego di nuovi coadiuvanti tecnologici, additivi ha reso necessario operare in questo settore per elevare il grado di tutela della salute e degli interessi dei consumatori, prevenendo le patologie legate all'assunzione di alimenti contaminati. Fondamentali sono i concetti introdotti dal Regolamento CE 178/02 "Pacchetto Igiene" in campo alimentare, quali una maggiore armonizzazione delle leggi tra i vari stati e le loro applicazioni, il concetto di Haccp, rintracciabilità e tracciabilità dei prodotti, maggiore coinvolgimento e responsabilizzazione delle parti coinvolte nel processo produttivo, l'istituzione dell'Autorità Europea sulla sicurezza alimentare, formazione ed educazione dei consumatori al fine di instaurare un rapporto di dialogo-fiducia con le aziende, valorizzando le entità produttive conformi alle norme vigenti. 
Sono molte in Italia le associazioni e gli enti che si occupano di segnalare l'eventuale presenza di sostanze tossiche e/o nocive negli alimenti e nei prodotti utilizzati per l'igiene e la cura della persona. Tra queste ricordiamo Coldiretti, Altroconsumo, Il Salvagente e Il Fatto Alimentare.
I principali fattori di rischio legati all'assunzione di alimenti contaminati sono legati alla trasmissione di malattie infettive causate dalla presenza di microrganismi patogeni e dalle tossine da loro prodotte, metalli pesanti, residui di sostanze tossiche, prodotti fitosanitari. Secondo una visione più ampia, il Benessere Alimentare si consegue rispettando l'interazione tra sicurezza-qualità-tipicità dei prodotti.

### Igiene personale
Oggi generalmente la maggior parte delle persone vive in condizioni igieniche soddisfacenti, tuttavia questo aspetto non deve essere sottovalutato.
Infatti, la cura igienica della propria persona, della pulizia del corpo e dell'abbigliamento è un indice indispensabile per mantenersi in buona salute.
È un impegno tener conto di tutti questi aspetti quotidianamente ed è conveniente dividere in quattro momenti nella giornata il tempo da dedicare alla cura della propria persona (dopo il risveglio con il compimento delle funzioni fisiologiche e successivi lavaggi, durante la colazione del mattino da consumare nel modo adeguato per conciliare il fabbisogno calorico e la preparazione per affrontare la giornata, all'ora del pranzo e infine prima di coricarsi).
Inoltre, si può indicare come avvertenza per una buona igiene personale il fatto di fare ogni giorno il bagno o la doccia, pratica considerata soggettivamente nel senso che non tutti la ritengono necessaria. A sostegno di questo si ricorda che il bagno dà un notevole effetto psicologico in quanto crea un forte senso di benessere.

### Benessere digitale
Il benessere digitale è uno stato di buona salute psicofisica derivante da un rapporto sano con le tecnologie digitali.

### Benessere economico
In economia il benessere economico è di solito attualmente collegato all'andamento dell'indice del Prodotto interno lordo Pil.
Critiche a questa valutazione sono state espresse da diversi autori, in particolare afferenti al progetto della decrescita che stigmatizzano come il termine ben-essere come inteso dal Pil sia più corretto a definire piuttosto il ben-avere.

## Implicazioni a livello individuale

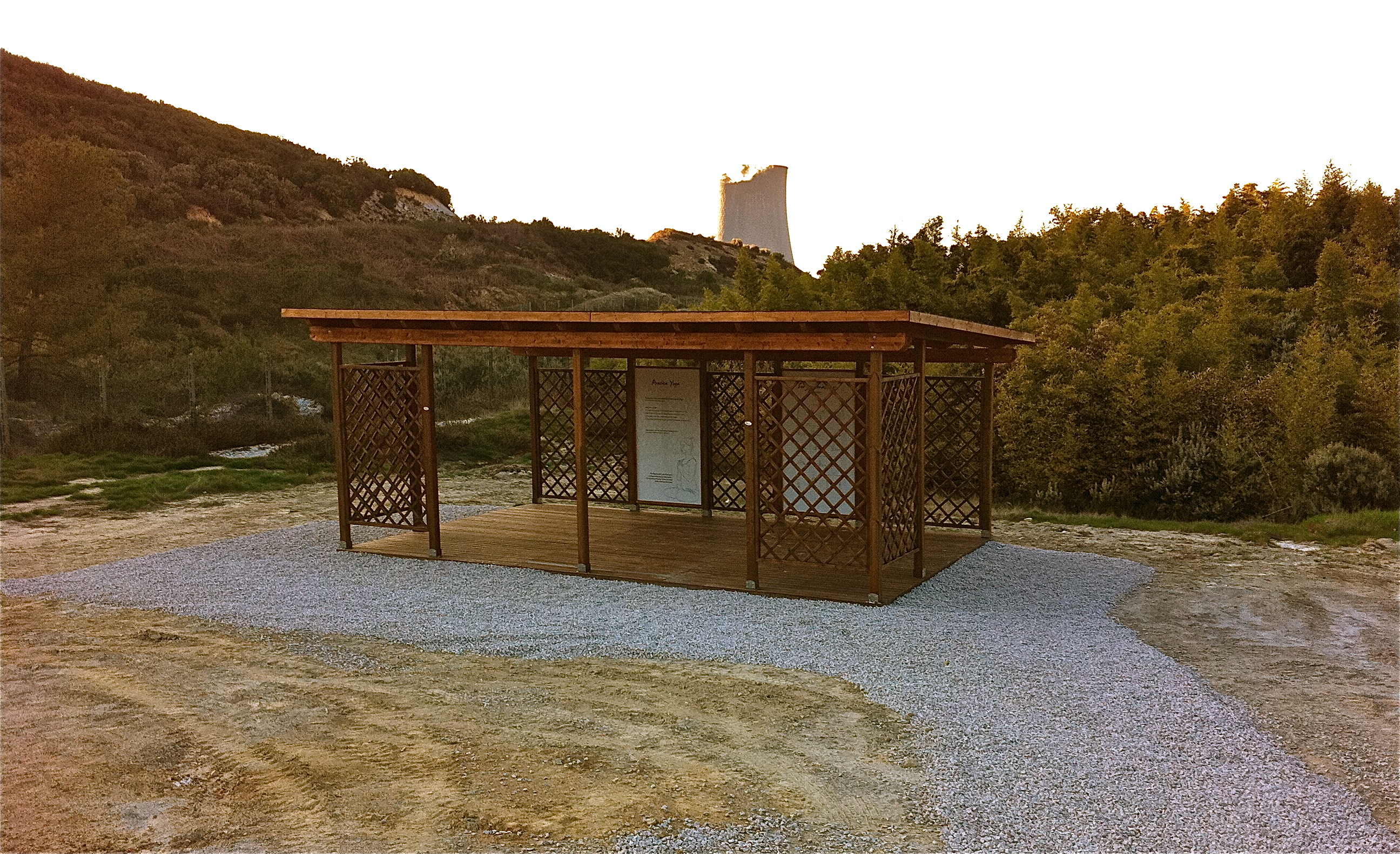
Piattaforma Bikram Yoga - Lagoni di Sasso Pisano

La ricerca del benessere, oggi identificato anche con il termine inglese di wellness, ha portato allo sviluppo di un settore commerciale-turistico che mira a far raggiungere ai propri clienti uno stato di completo relax con diversi trattamenti, da quelli tradizionali (ad esempio sauna, massaggi, yoga) a quelli legati alla medicina alternativa o a pratiche genericamente di estrazione New Age.
A differenza della medicina tradizionale, che persegue principalmente il benessere fisico del corpo, queste tecniche, ad oggi ritenute prive di fondamento scientifico (poiché non ancora verificate e studiate a sufficienza), mirano ad ottenere effetti migliorativi anche sugli altri aspetti dell'essere umano, in una visione più olistica.
Nella società moderna, si tende spesso a sottovalutare la differenza tra benessere e soddisfazione. Il primo fornisce un piacere, seppur momentaneo e non duraturo. Al contrario, una gratificazione personale, anche se non va raggiunta necessariamente attraverso piaceri immediati, porta ad un risultato appagante nel tempo.